# Abraxas pantata
Abraxas pantata är en fjärilsart som beskrevs av Philogène Auguste Joseph Duponchel 1830. Abraxas pantata ingår i släktet Abraxas och familjen mätare. Inga underarter finns listade i Catalogue of Life.